# Lego Світ Юрського періоду: Втеча Індомінуса
Lego Світ Юрського періоду: Втеча Індомінуса (англ. Lego Jurassic World: The Indominus Escape) — фільм, створений за мотивами «Світу Юрського періоду». Спочатку це був мінісеріал із п'яти частин. Пізніше він був об'єднаний у фільм, який був доданий у комплект зі «Світом Юрського періоду». Вийшов у прокат 18 жовтня 2016 року.

## Сюжет
На початку фільму Саймон Масрані робить кілька повітряних маневрів, що призводить до того, що він випадково врізається у вольєр і випадає з вертольота. З'являється Оуен Грейді і рятує Саймона за допомогою надресированого птеранодона. Коли Саймона забирає швидка допомога, Саймон каже Клер, що їм потрібен новий атракціон для Світу Юрського періоду, поки вольєр ремонтують.
Клер планує зробити нового динозавра. Коли Оуен каже, що новий вид динозавра створити неможливо, доктор Генрі Ву заявляє, що він може створити його, після чого створює карнораптора — гібрид велоцираптора і карнотавра.
Увечері Вік Хоскінс полює на працівника парку, одягненого як динозавр. Коли Оуен прямує до старої частини острова, він бачить різних гібридних динозаврів, таких як анкілодок (гібрид анкілозавра і диплодока), анкінтозавр (гібрид анкілозавра і кентрозавра), карнораптор, спинораптор (гібрид спинозавра та ютараптора) та стегоцератопс (гібрид трицератопса та стегозавра). Один з гібридів рятує працівника парку, на якого полює Вік. Наступного дня Оуен приводить працівника, тепер одягненого не як динозавр, а як хотдог, до нового динозавра-гібрида.
Клер, Оуен та доктор Ву спостерігають за індомінусом, який поїдає хотдоги. Побачивши працівника, одягненого як хотдог, індомінус втікає із загону і ганяється за ним, навіть коли настає ніч. Клер викликає ACU для вирішення ситуації. Потім Клер рятує працівника від індомінуса, після чого ковзає вниз по хвосту Індомінуса Рекса та падає в руки Оуена. Оуен бере спеціально навчених велоцирапторів, щоб зупинити індомінуса, але виявляється, що індомінус рекс містить в собі ДНК велоцираптора, тому велоцираптори переходять на бік індомінуса і нападають на ACU. Клер та солдати ACU стріляють у індомінуса транквілізаторами, але вона піднімається.
Клер робить дорогу з хотдогів для індомінуса. Індомінус з'їдає їх, і у неї починає боліти живіт, через що вона починає лютувати. Велоцираптори переходять на бік солдатів, після чого з'являється Оуен, сидячи на тиранозаврі, та інші гібриди. Тиранозавр та гібриди штовхають індомінуса в яму.
Наступного дня Клер, Масрані та відвідувачі парку спостерігають за новим атракціоном, в якому динозаври грають у футбол з гіросферою, в якій знаходиться Вік, замість м'яча.
В іншій частині острова Нублар доктор Ву тренує червоного індомінуса рекса. Після цього мультфільм закінчується.

## В ролях
- Девід Гуннінг — солдат ACU
- Брюс Даллас Говард — Клейр Дірінг
- Джейк Джонсон — Лаурі Кратерс
- Лоурен Лапкус — Вівіан Крілл
- А. Дж. Локасіо — Оуен Греді
- Захарі Леві — талісман парку
- Сендхіл Рамамурті — Саймон Масрані
- Фред Татаскьор — Вік Хоскінс
- БД Вонг — Генрі Ву